# 西雅圖亞洲藝術博物館

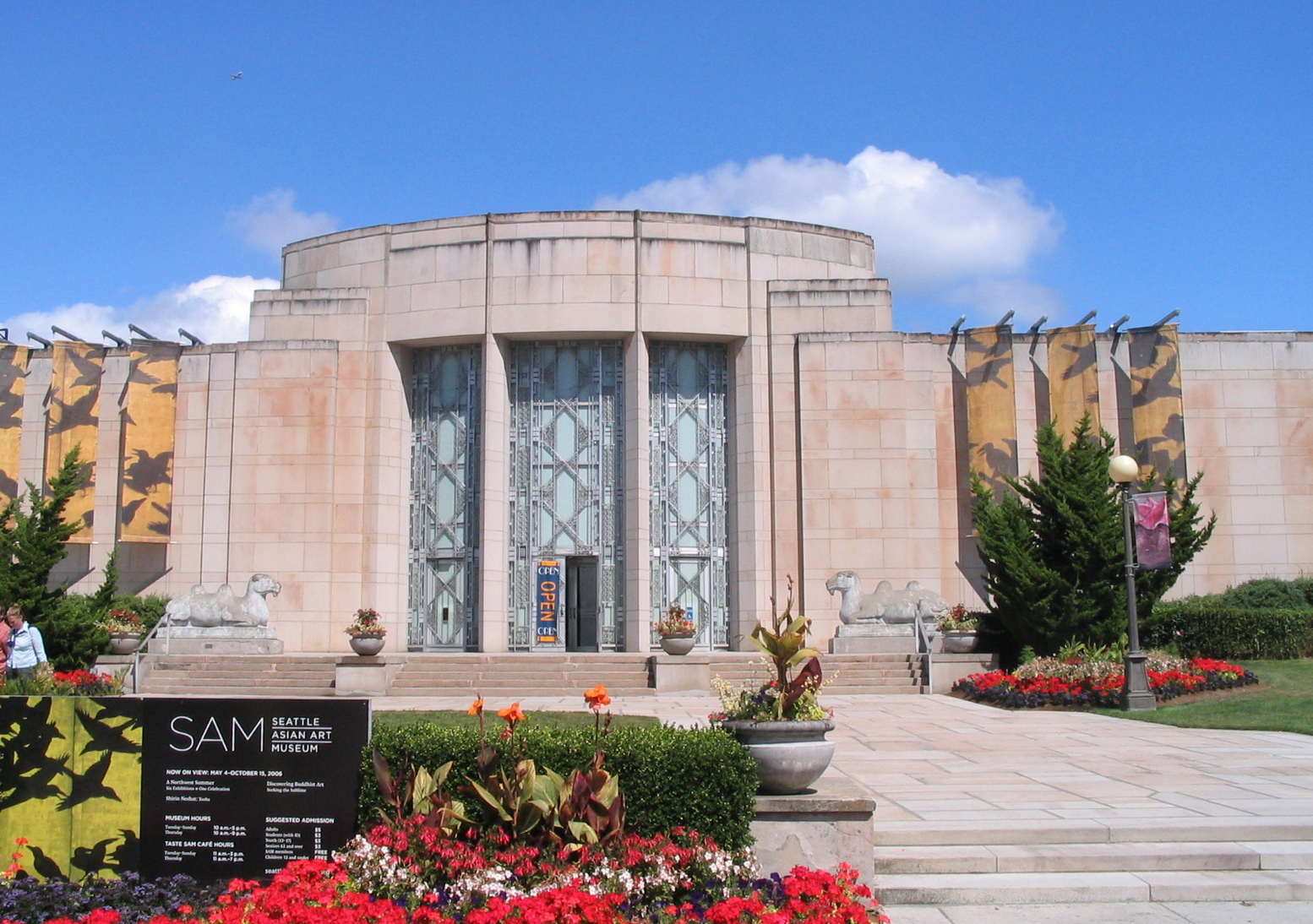
西雅圖亞洲藝術博物館

西雅圖亞洲藝術博物館（英語：Seattle Asian Art Museum）是一座專門收藏亞洲藝術的博物館，位於美國華盛頓州西雅圖市的義工公園內，目前是西雅圖藝術博物館的一部份。簡稱為SAAM。它的建築屬於1933年的裝飾藝術風格，在1991年，西雅圖藝術博物館將主要館藏從這個建築移走，搬到了西雅圖城區當中，並建立了這所西雅圖亞洲藝術博物館。每個月的第一個星期四和星期六，入場免費。

## 外部連結
- 西雅圖亞洲藝術博物館 （页面存档备份，存于） – 參觀資訊